# Serracaixeta
Serracaixeta és una masia del terme municipal de Castellcir, al Moianès.
Està situada en el sector nord del terme, al sud-est i bastant a prop de Santa Coloma Sasserra. És al nord-nord-oest de la Torre de Serracaixeta, a la dreta del torrent de la Font del Pardal i al nord del torrent del Soler.
Al seu sud-oest es dreça el turó denominat Penyora de Serracaixeta i a ponent s'obre el Sot de les Pedres.
A llevant de Serracaixeta, a l'indret conegut com el Barbot, hi ha la Font del Barbot i el Pou de glaç de la Font del Barbot.
Aquest mas és esmentat des del 1497.

## Toponímia
Caixa o caixeta és una de les formes amb què apareixen en textos antics els dòlmens. Es referiria, doncs, a la presència d'un dolmen en la serra on es troba el mas.